# Ligier JS2
La Ligier JS2 est un coupé sportif produit par le constructeur automobile français Ligier entre 1971 et 1975. L'objectif était de positionner Ligier en tant que constructeur de véhicules sportifs, tels Porsche et Ferrari. 

## Historique
La Ligier JS2 sera équipée de plusieurs moteurs, dont un Ford V6 2,6 L issu de la Capri 2600 RS (prévu initialement et abandonné dès 1970 faute d'un désistement de Ford concernant sa livraison), et un moteur Maserati V6 fourni par Citroën (la JS2 reprenant le moteur et la boîte de vitesses de la Citroën SM). La JS2 recevra plusieurs versions du V6 Maserati, tout d'abord le V6 de la SM (170 ch) puis celui de la Merak (195 ch) et quelques rares modèles seront même équipés du V6 de la Merak SS (220 ch).
Cette voiture est construite sur base d'un châssis-poutre en acier et d'une carrosserie dessinée par Pietro Frua (1913-1983), à laquelle Guy Ligier lui-même avait tenu à apporter des modifications. L'équipement a été puisé dans la grande série notamment chez Peugeot et Citroën (poignées, feux arrière…).
En 1975, la JS2 est restylée pour la phase 2, elle reçoit des phares pop-up et des feux arrière de 304. Malheureusement, la voiture ne connaitra aucun succès et seuls 7 exemplaires seront construits.
À la suite du rachat de Citroën par Peugeot, Maserati est revendue par le nouveau propriétaire en 1975. Le moteur Maserati n'étant plus disponible au sein du groupe, Guy Ligier décide d’arrêter la production de la JS2. Elle n'aura connu qu'un faible succès commercial.

## Carrière en compétition
La version course de la JS2 a été engagée en compétition aussi bien en rallye que sur circuit, notamment aux 24 Heures du Mans 1973, 1974 et 1975.
Lors de l'édition 1973 des 24 Heures du Mans, trois Ligier JS2 à moteur Maserati sont engagées. Si les deux exemplaires inscrits au nom d'Automobiles Ligier ne verront pas le drapeau à damier (no 19 pour Jean-Pierre Paoli et Alain Couderc, no 62 pour Guy Ligier et Jacques Laffite), la no 18 engagée par Claude Laurent pour lui-même, Martial Delalande et Jacques Marché terminera 19e sur 21 équipages classés.
En 1974, deux Ligier JS2 Maserati sont engagées aux 24 Heures du Mans avec comme résultats une belle 8e place pour la no 15 pilotée par Jacques Laffite et Alain Serpaggi mais un abandon pour la no 14 pilotée par Guy Chasseuil et Michel Leclère.
Pour leur dernière participation aux 24 Heures du Mans en 1975, l'équipe Ligier Gitanes engage à nouveau un exemplaire de la JS2 équipé du moteur V6 Maserati 3,0 L, piloté par Jean-Pierre Beltoise et Jean-Pierre Jarier (no 97, abandon), mais aussi deux exemplaires équipés du moteur Ford Cosworth DFV 3,0 L V8. Si la no 6 pilotée par Henri Pescarolo et François Migault abandonne, la no 5 pilotée par Jean-Louis Lafosse et Guy Chasseuil termine à la 2e place, à un seul tour derrière la Mirage GR8 de Derek Bell et Jacky Ickx, elle aussi équipée d'un moteur DFV.

## Palmarès
- Tour de France automobile :
  - Victoire en 1974 (Ligier JS2-Maserati no 139) avec Gérard Larrousse, Jean-Pierre Nicolas et Johnny Rives
- 24 Heures du Mans :
  - 2e en 1975 (Ligier JS2-Ford no 5) avec Jean-Louis Lafosse et Guy Chasseuil

## Pilotes
En dehors de ceux qui lui ont donné son palmarès, cette voiture a été pilotée en compétition par de grands pilotes français comme Jacques Laffite, Jean-François Piot, Guy Ligier, Michel Leclère, Henri Pescarolo, François Migault, Jean-Pierre Beltoise ou encore Jean-Pierre Jarier.

## Galerie

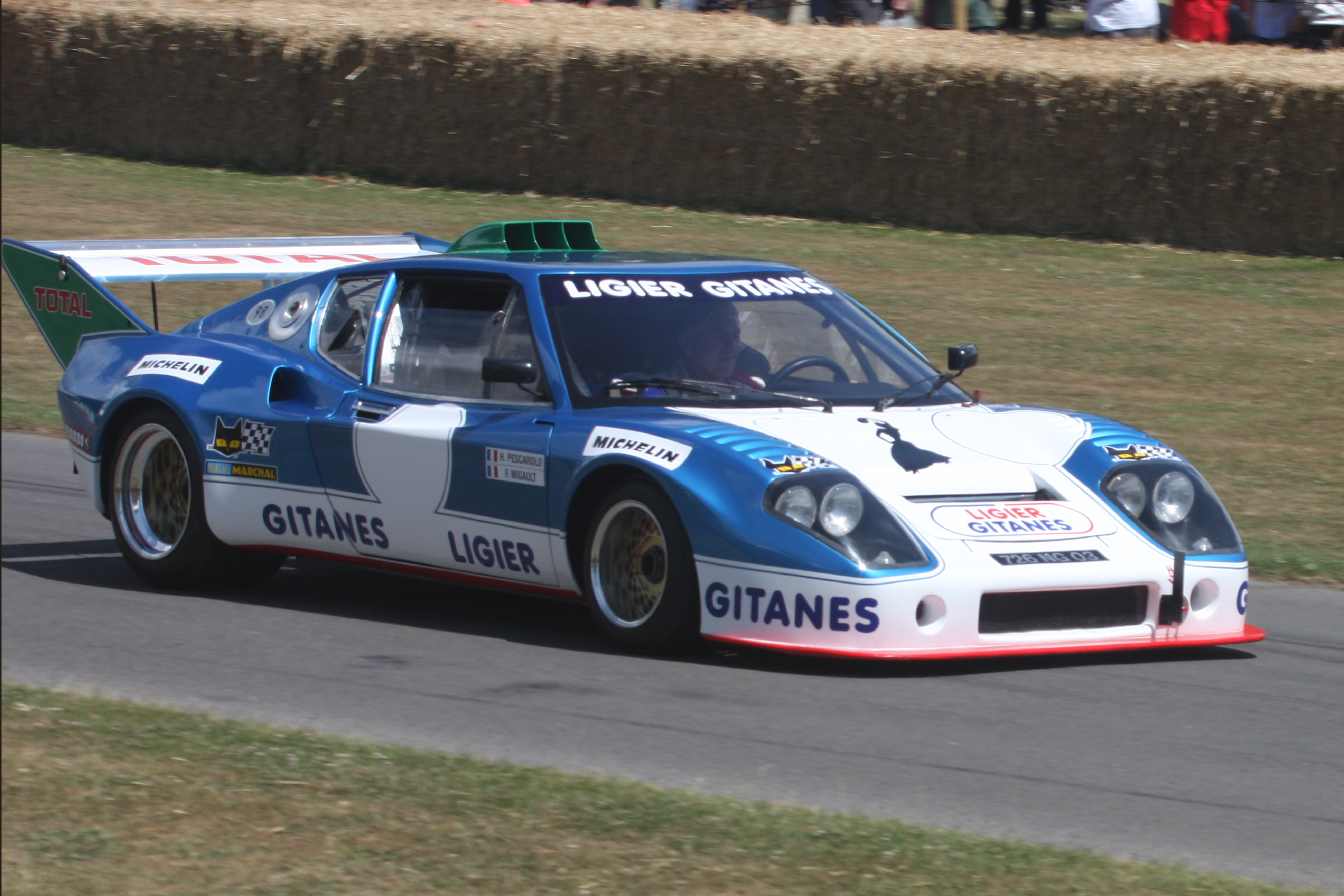
La JS2 version course de 1975.
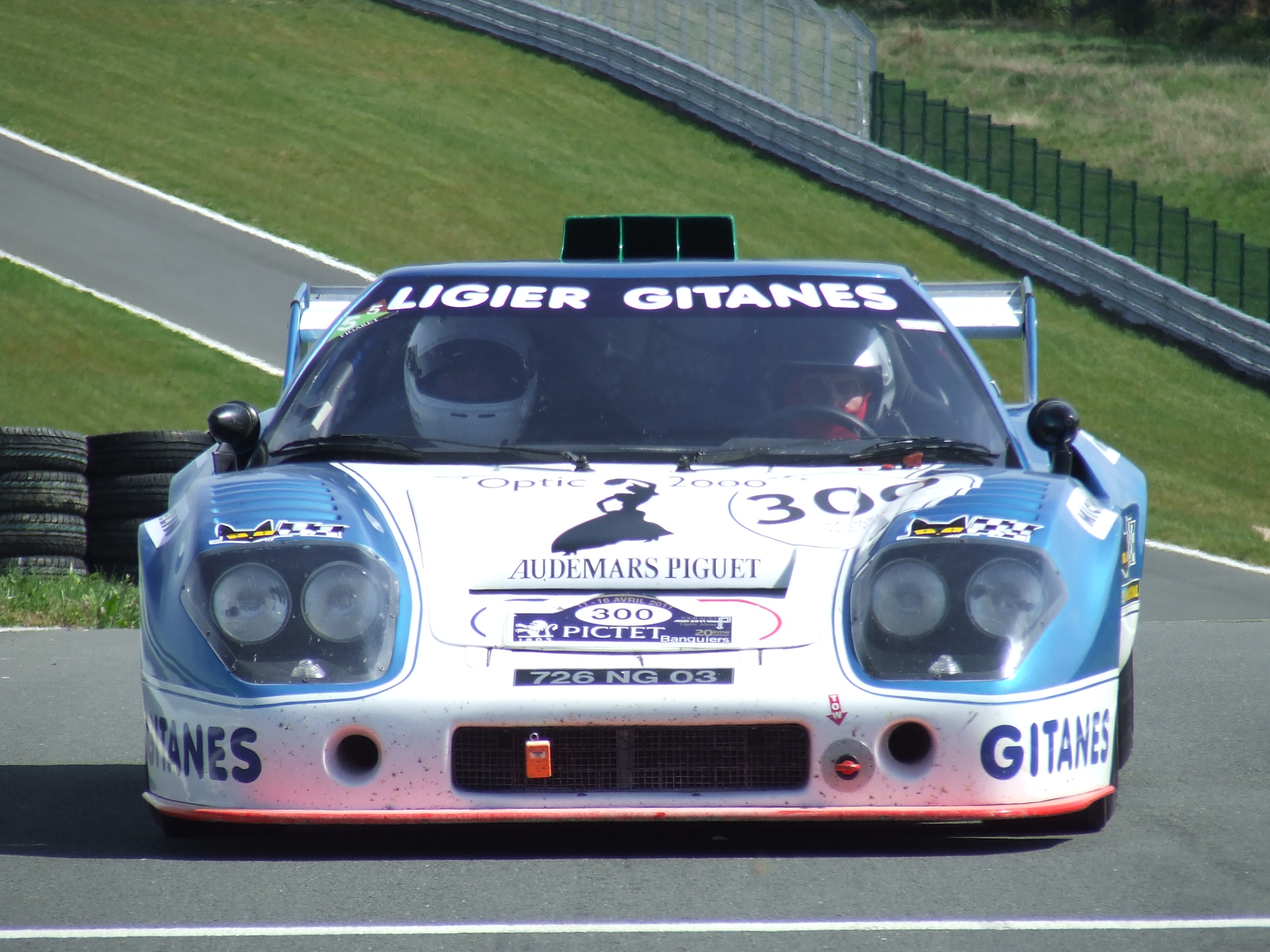
La JS2 participant au Tour Auto Historique 2011.
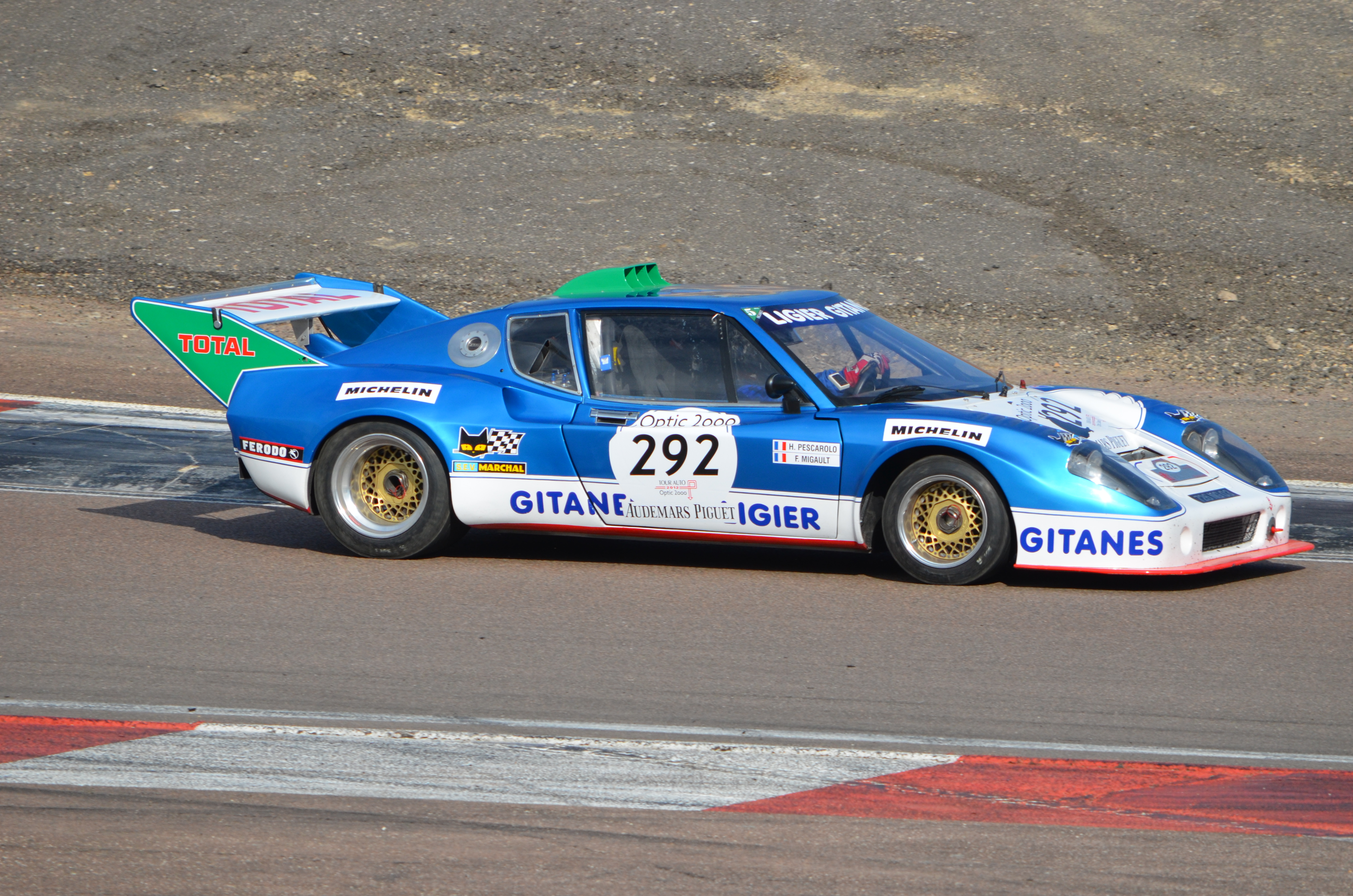
Une Ligier JS2 à l'occasion du Tour Auto 2012.
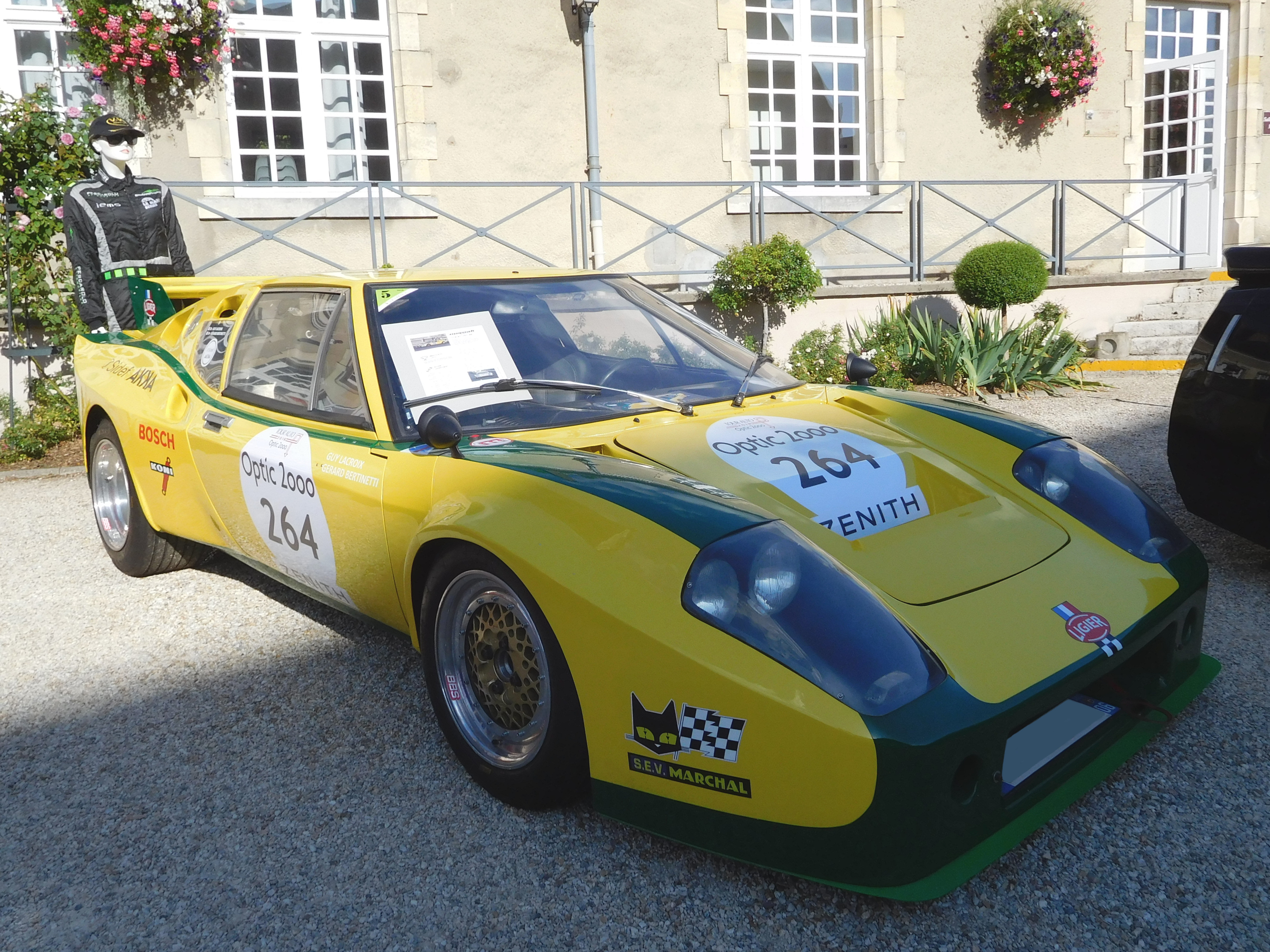
Ligier JS2 de course.